# Fitbit

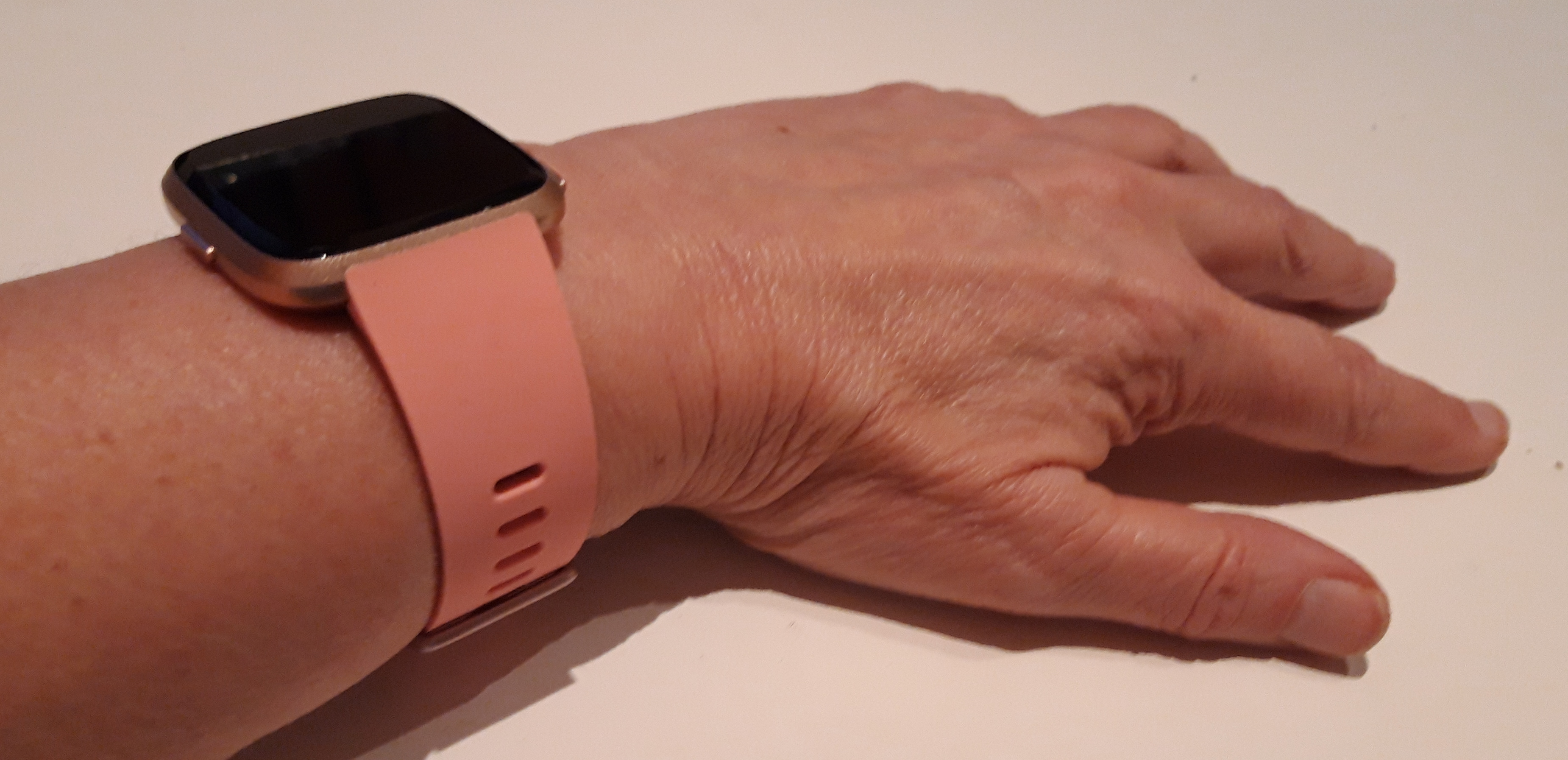
Fitbit Versa, 2019

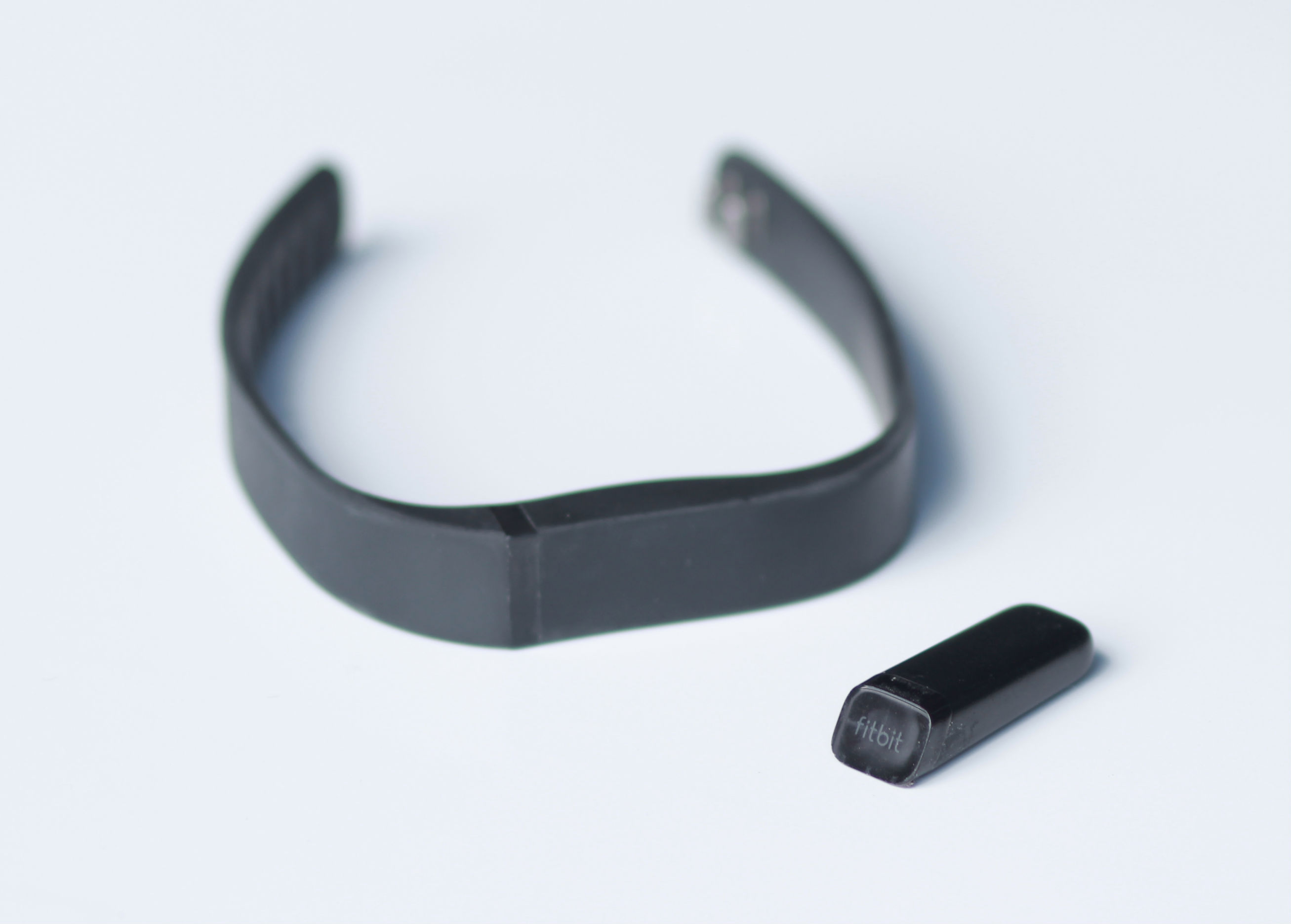
De Fitbit Flex, met de werkende eenheid verwijderd uit het vervangbare polsbandje.

Fitbit, Inc. is een Amerikaans bedrijf dat activiteitstrackers produceert. Deze apparaten worden om de pols gedragen en meten allerlei gegevens zoals het aantal stappen, de hartslag, de slaapkwaliteit, het aantal beklommen trappen, en andere persoonlijke gegevens die van belang zijn voor de fysieke conditie. Het hoofdkantoor van Fitbit staat in San Francisco.

## Producten
Naast de activiteitstrackers zelf, heeft Fitbit een website en een mobiele app voor iOS en Android. De trackers kunnen via Bluetooth gesynchroniseerd worden met bijvoorbeeld een smartphone. Gebruikers kunnen hun voedselinname, hun activiteiten, en hun gewicht invoeren en in de loop der tijd volgen. Het calorieverbruik wordt door het apparaat onder meer op basis van hartslag en bewegingen bepaald. Rond de app kan zich een community vormen, zodat gebruikers onderling uitdagingen aan kunnen gaan en kunnen strijden tegen andere gebruikers.
Het eerste product dat het bedrijf uitbracht was de Fitbit Tracker. Deze kostten in oktober 2017 $300. In 2018 verscheen de Versa, een smartwatch met een ander ontwerp en een lagere prijs. Bij de Fitbit Versa kwam begin 2019 een app waarmee een vrouw haar menstruatiecyclus kan bijhouden en waarmee zij inzicht krijgt in haar vruchtbare periode en het geschatte moment van de ovulatie.

## Geschiedenis
Het hoofdkantoor van Fitbit in San Francisco werd opgericht op 26 maart 2007 door James Park (CEO) en Eric Friedman (CTO). De eerste naam, tot oktober 2007, was Healthy Metrics Research, Inc.
Op 5 maart 2015 kondigde het bedrijf aan dat zij fitness coaching app-ontwikkelaar Fitstar hadden gekocht. Op 7 mei 2015 kondigde het bedrijf een beursgang aan in de New York Stock Exchange. De handel in de aandelen "FIT" begonnen op 18 juni 2015. Toen de koersen in 2016 met meer dan 50% daalden kondigde James Park aan dat hij het bedrijf zou omvormen van een "bedrijf voor consumentenelektronica" naar een "bedrijf voor digitale gezondheidszorg."
In maart 2016 kocht Fitbit de creditcardmaatschappij Coin. Dit was inclusief de belangrijkste personeelsleden en het intellectuele eigendom, maar zonder de hardwareproducten van Coin, waarvan de productie werd gestaakt. Op 6 december 2016 kocht Fitbit onderdelen van Pebble, een bedrijf dat smartwatches maakte. In 2017 kocht Fitbit een start-up uit Roemenië, Vector Watch SRL. In 2018 kocht Fitbit ten slotte de softwarestart-up Twine Health uit Boston.
Fitbit werd in 2019 zelf gekocht door Google, voor een bedrag van 2,1 miljard dollar.

## Ontvangst

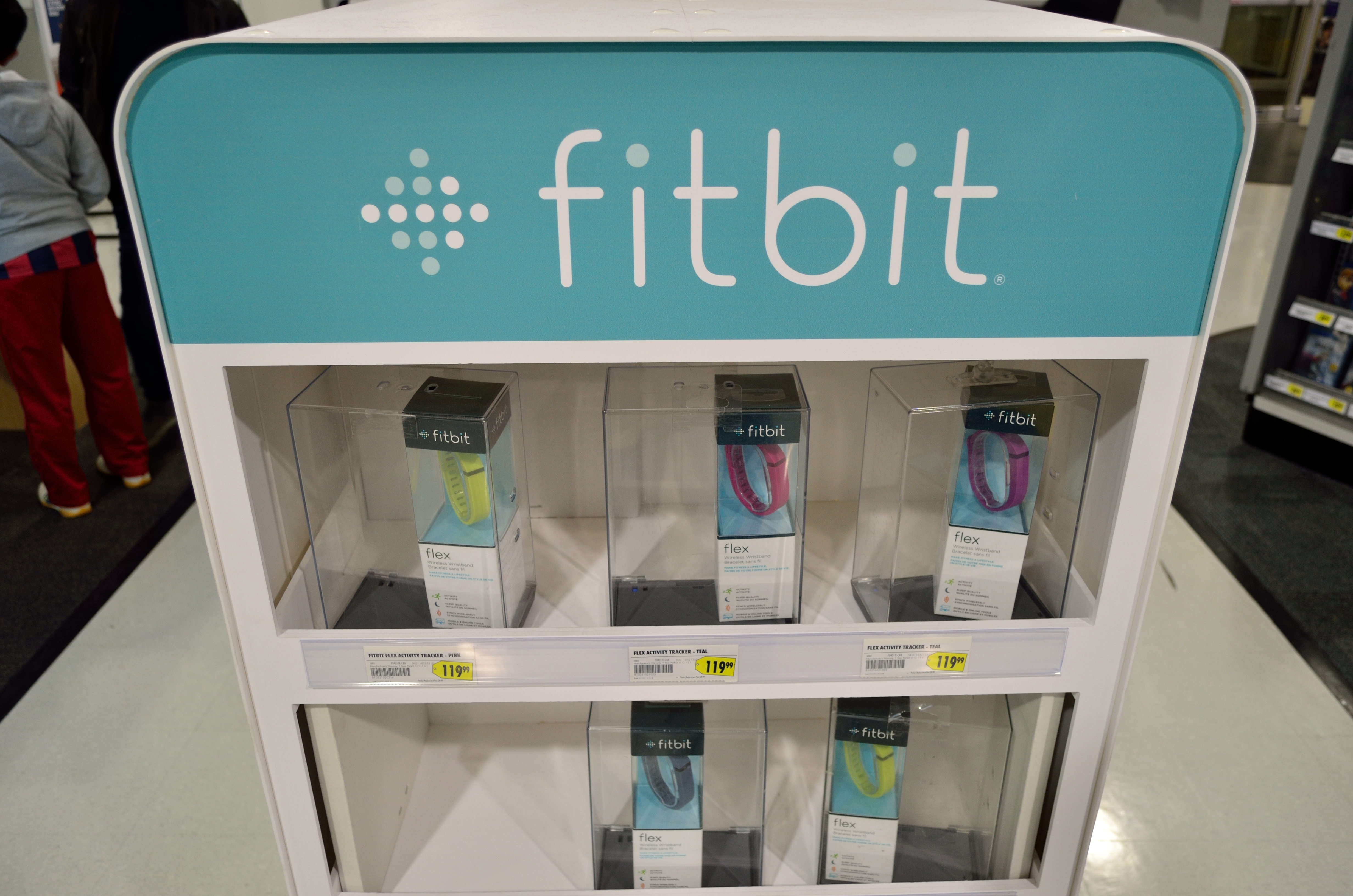
Speciale Fitbit stand voor de handel, met verschillende Fitbit Flex-trackers

Fitbit heeft vele prijzen gewonnen, waaronder de runner-up op TechCrunch50 in 2008 en een innovatieprijs op de CES 2009. In 2016 werd Fitbit geplaatst op nr. 37 van de 50 meest innovatieve bedrijven voor dat jaar. In 2016 was het bedrijf nummer 46 op de Deloitte Fast 500 van Noord-Amerika.
Volgens een IDC-rapport van 3 december 2018 wordt Fitbit beschouwd als het op twee na grootste bedrijf dat wearables maakt, na Xiaomi en Apple.